# Döhlener Becken
Das Döhlener Becken ist eine Landschaftseinheit und eine regionalgeologische Einheit in Sachsen südwestlich von Dresden. Dort wurde eine bedeutende sächsische Kohlelagerstätte ausgebeutet.

## Geographie

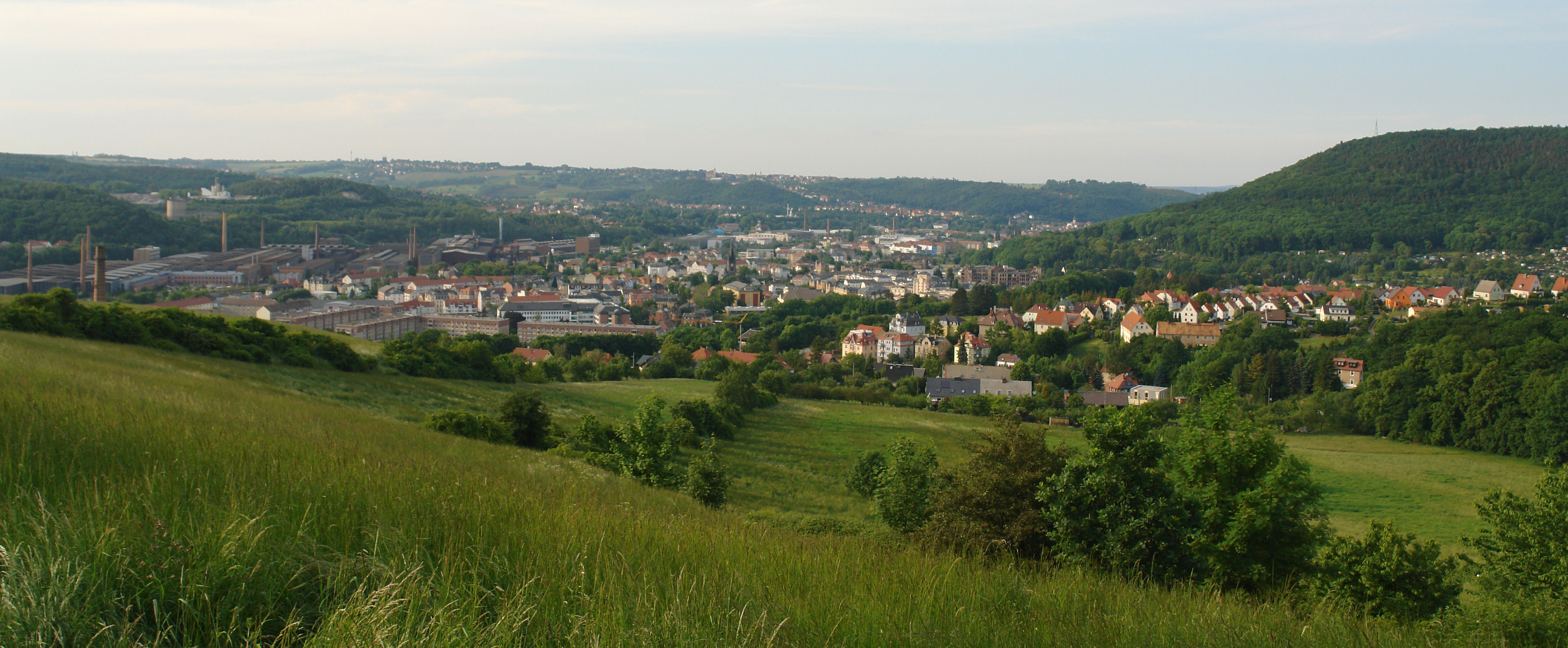
Blick auf Freital im Döhlener Becken, rechts der Windberg

Das Döhlener Becken ist kein morphologisches Becken, sondern es wird vor allem durch seine Geologie definiert. Es erstreckt sich mit 22 km Länge und 6 km Breite über den Landkreis Sächsische Schweiz-Osterzgebirge. Die Längsachse des Beckens verläuft in Nordwest-Südöstlicher Richtung. Im Zentrum des Beckens befindet sich die Große Kreisstadt Freital. Der Name des Beckens geht dabei auf den Freitaler Stadtteil Döhlen zurück. Der höchste Punkt des Gebietes ist mit 425 m ü. NN der Lerchenberg bei Possendorf; der tiefste Punkt mit 160 m ü. NN befindet sich im Flusstal der Weißeritz. Die nordwestliche Grenze des Döhlener Beckens bildet das Gebiet um die Stadt Wilsdruff, im Südosten reicht es bis nach Maxen (Gemeinde Müglitztal). Etwa entlang der Dresdner Stadtgrenze befindet sich der Übergang zum Elbtalkessel, bei Karsdorf (Stadt Rabenau) geht das Döhlener Becken ins Osterzgebirge über.
Auf kommunaler Verwaltungsebene erstreckt sich die Landschaft über weite Teile der Städte Freital und Rabenau sowie über die Gemeinden Bannewitz und Kreischa. Tangiert wird zudem das Gebiet von Tharandt, Wilsdruff, Müglitztal, Dohna und Glashütte. Durch die Nähe zur früheren Residenz- und heutigen Landeshauptstadt Dresden ist dieses Gebiet recht dicht besiedelt. Rund 60 größere Orte befinden sich im Döhlener Becken, die einwohnerstärksten sind die Orte im Weißeritztal, vor allem Deuben, Döhlen und Potschappel, aus denen im 20. Jahrhundert die Stadt Freital entstand. Durch Eingemeindungen von in der Umgebung liegenden Orten wuchs die Bevölkerungszahl bis auf den Höchststand von etwa 45.000 Einwohnern, derzeit liegt sie bei etwa 39.000. Im gesamten Döhlener Becken leben etwa 60.000 Menschen.

## Geologie

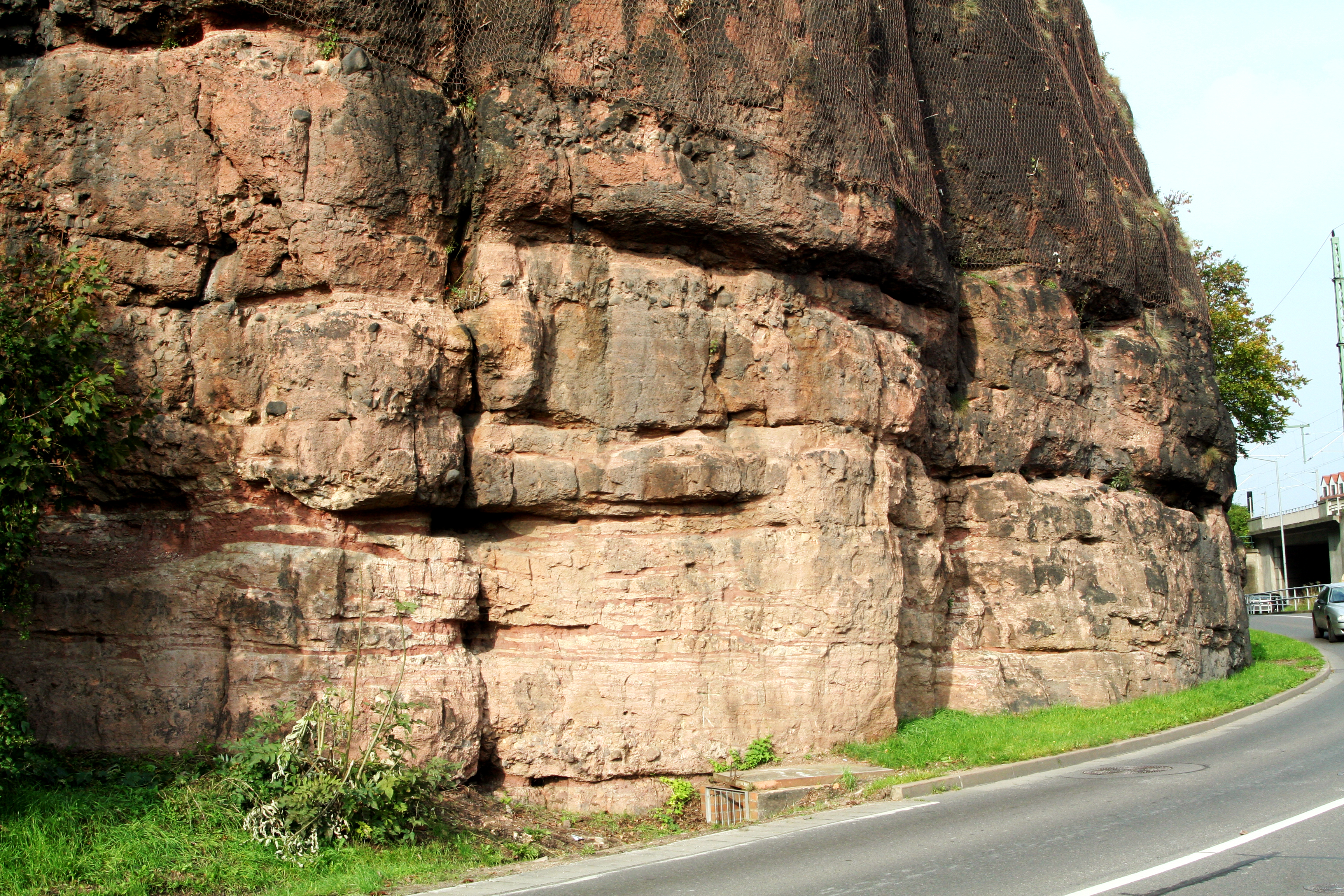
Detail des sogenannten Backofenfelsens links der Weißeritz in Freital-Hainsberg. Die hier anstehenden roten Sandsteine und Konglomerate gehören zur Bannewitz-Formation und damit zum jüngsten Teil der Sedimentfüllung des Döhlener Beckens.

Das Döhlener Becken ist der strukturelle Rest eines alten Sedimentbeckens, das sich im oberen Oberkarbon ins damalige Variszische Gebirge eingesenkt hatte. Es wird in der regionalen Geologie Deutschlands der Elbezone zugerechnet. Nach Südwesten geht das Döhlener Becken ins Kristallin des Erzgebirges über, das auch das Grundgebirge des südwestlichen Teils des Beckens bildet. Teilweise wird die Beckenfüllung oberflächennah vom Kristallin bzw. von auflagernden Relikten cenomaner Sandsteine direkt durch die Karsdorfer Störung abgeschnitten. Nach Südosten geht das Döhlener Becken in das Elbtalschiefergebirge und nach Nordwesten ins Nossen-Wilsdruffer Schiefergebirge über (beide Einheiten gehen wiederum im Untergrund des nordöstlichen Teils des Döhlener Beckens ineinander über). Nach Nordosten schließt die Elbtalkreide an, die weiter südöstlich, von Pirna elbaufwärts, das Elbsandsteingebirge aufbaut. Im Norden grenzt das Döhlener Becken an das Meißener Massiv, das mit seinen monzonitischen Intrusivkörpern auch geringfügig Anteil am Grundgebirge des Beckens hat.
Die Sedimentfüllung des Beckens, überwiegend Sandsteine, Konglomerate und Pyroklastika, entstammt dem oberen Oberkarbon und dem unteren Perm und wird teils ins Rotliegend, teils noch ins Stefanium gestellt. Das Döhlener Becken gehört damit zu einer Reihe postvariszischer Reliktbecken, der u. a. auch die Vorerzgebirgs-Senke im Raum Chemnitz, die permokarbonen Serien des Thüringer Waldes und die Saar-Nahe-Senke mit dem Nordteil des Pfälzerwaldes zuzurechnen sind. Die Sedimentation im Döhlener Becken wurde von der Aktivität der damaligen Beckenrandstörungen gesteuert. Die kumuliert mehr als 800 Meter mächtige Beckenfüllung wird in vier Formationen gegliedert:
- Bannewitz-Formation (auch Bannewitz-Hainsberg-Formation, 210 bis 390 m Oberrotliegend)
- Niederhäslich-Formation (auch Niederhäslich-Schweinsdorf-Formation, 190 bis 300 m, Unterrotliegend)
- Döhlen-Formation (bis 110 m, Unterrotliegend)
- Unkersdorf-Formation (auch Unkersdorf-Potschappel-Formation, 50 bis 160 m, Stefanium)

## Geschichte

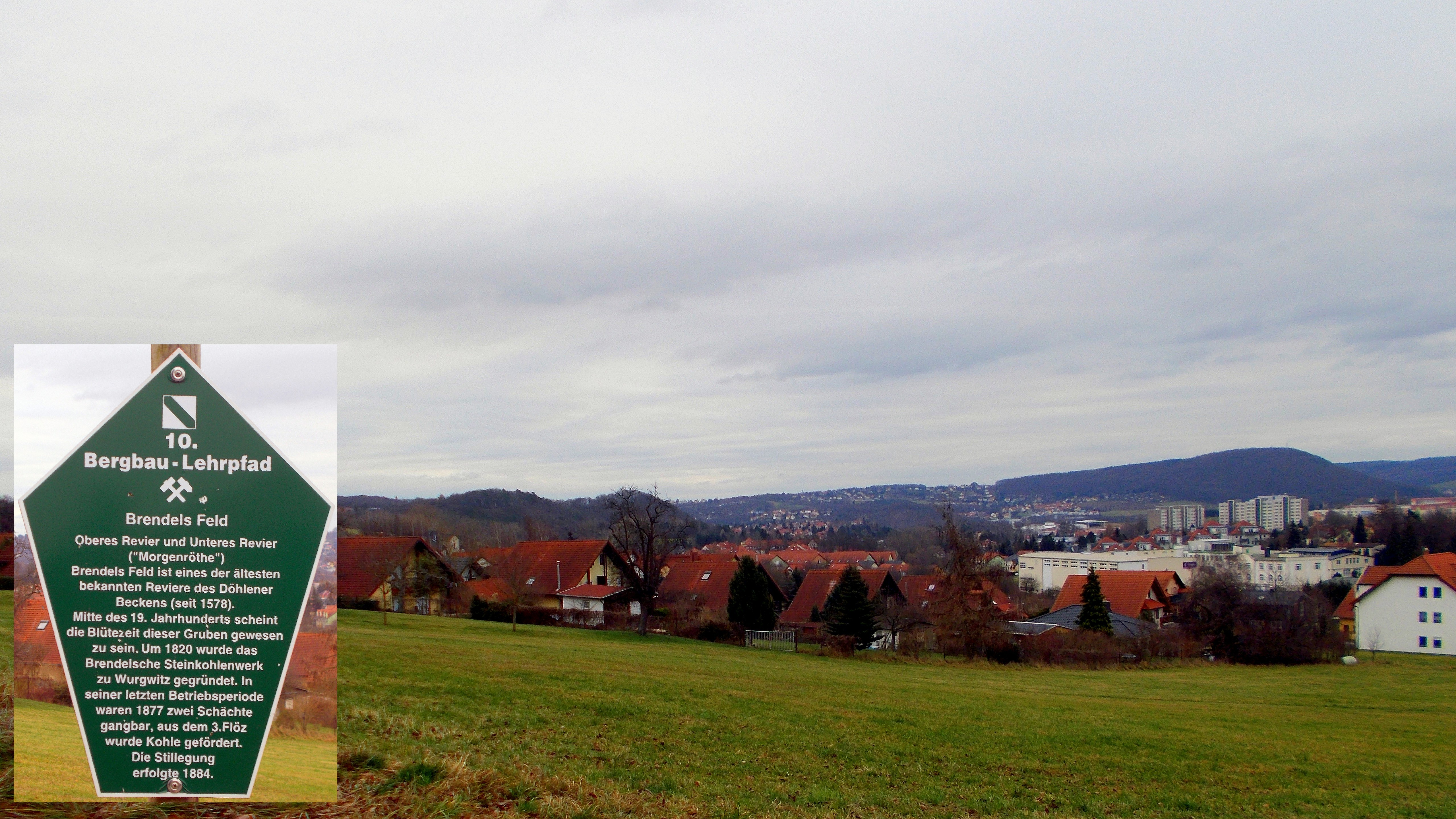
„Brendels Feld“ bei Freital-Wurgwitz war eines der ältesten bekannten Bergbaureviere des Döhlener Beckens (1578–1884).

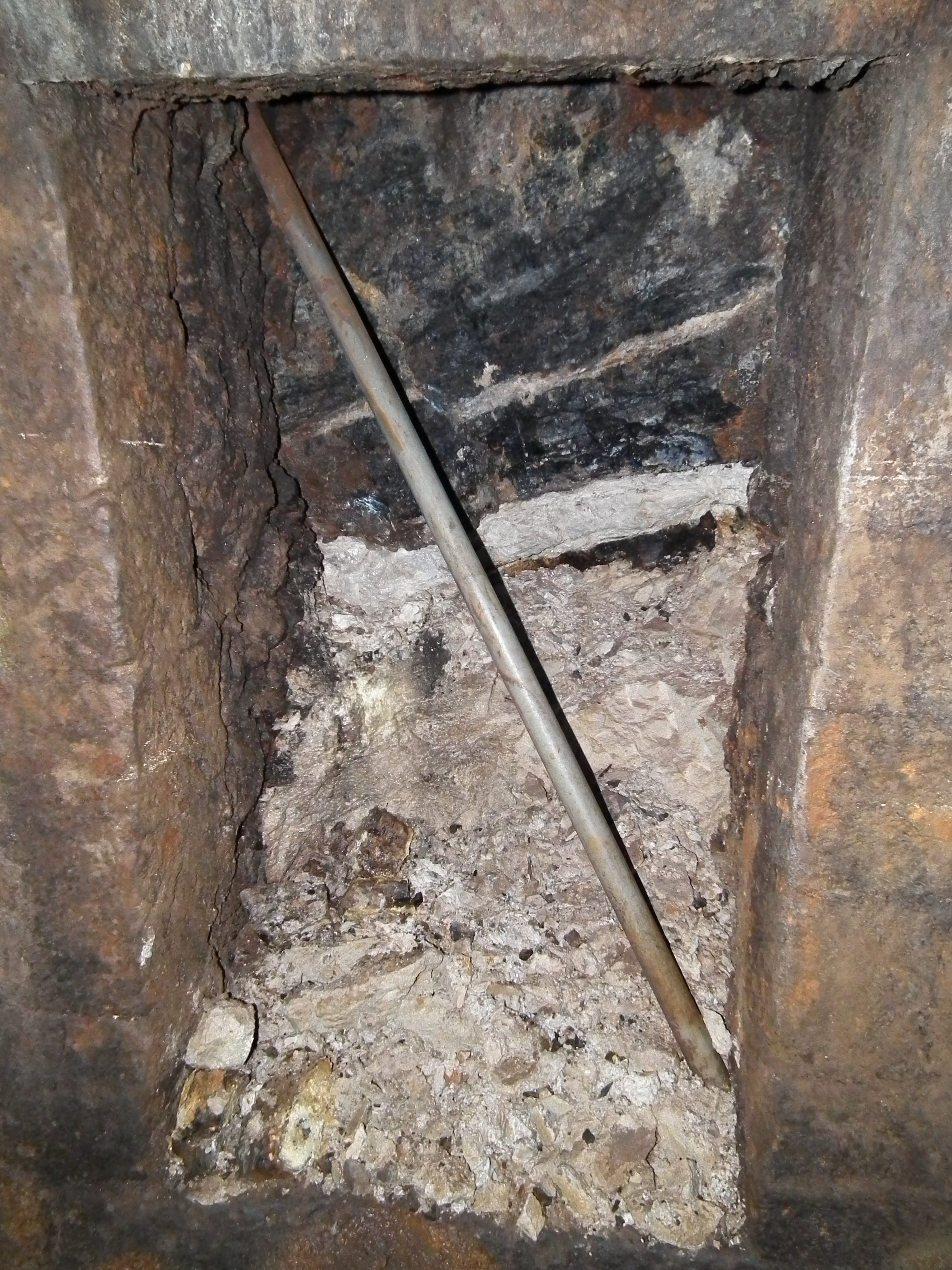
Kohleflöz in einem Stollenfenster des Tiefen Elbstollns in Freital-Zauckerode nahe dem Oppelschacht

Von wirtschaftlicher Bedeutung waren die Kohlenflöze der Döhlen-Formation, deren Vorkommen bereits seit dem 16. Jahrhundert bekannt waren und besonders im späten 19. und frühen 20. Jahrhundert eine intensive Bergbautätigkeit hervorriefen. Hauptwerke waren das Königliche Steinkohlenwerk Zauckerode sowie die Freiherrlich von Burgker Steinkohlen- und Eisenhüttenwerke, nach 1945 der VEB Steinkohlenwerk Freital. Ab 1947 erkundete die SDAG Wismut das Döhlener Becken (Wismut Objekt 06/15/49). Ab 1968 beschränkte sich der Bergbau auf den Abbau uranerzführender Steinkohle am Nordwestrand des Döhlener Beckens durch den Bergbaubetrieb „Willi Agatz“. Seit 1989 werden in der Region die über- und untertägigen Einrichtungen verwahrt und saniert. Die Entwässerung der Bergbaugebiete erfolgt über den Tiefen Weißeritzstolln und später über den Tiefen Elbstolln.